# Solowka
Solowka (ukrainisch und russisch Соловка; slowakisch Salok, ungarisch Szalóka) ist ein Dorf im Westen der ukrainischen Oblast Transkarpatien an der ungarischen Grenze mit etwa 800 Einwohnern (2006).
Das im Jahre 1464 gegründete Dorf liegt am Ufer der Theiß im Süden des Rajon Uschhorod, etwa 36 km südlich vom Oblastzentrum Uschhorod entfernt. Das Dorf besitzt einen Grenzbahnhof nach Ungarn an der nur dem Güterverkehr dienenden Bahnstrecke Tuzsér–Batjowo.
Am 12. Juni 2020 wurde das Dorf ein Teil neu gegründeten Stadtgemeinde Tschop im Rajon Uschhorod; bis dahin bildete es zusammen mit dem Dorf Petriwka (Петрівка) die Landratsgemeinde Solowka (Соловківська сільська рада/Solowkiwska silska rada).